# 日本ウエイトリフティング協会
公益社団法人日本ウエイトリフティング協会（にほんウエイトリフティングきょうかい）は、日本におけるウエイトリフティング競技を統括し、代表する国内競技連盟である。略称JWA。日本オリンピック委員会（JOC）、日本スポーツ協会（JSPO）、大学スポーツ協会（UNIVAS）に加盟している。

## 沿革
- 1936年5月31日 - 全日本体操連盟から独立する形で日本重量拳連盟として設立[1]。
- 1938年 - 大日本体育協会、国際重量挙連盟に加盟[1]。
- 1946年 - 日本ウエイトリフティング協会として再出発[1]。
- 1974年 - 「社団法人」の法人格を取得[2]。
- 2012年 - 「一般社団法人」へ移行[2]。
- 2015年 - 「公益社団法人」へ移行[2]。

## 歴代会長
- 三島通陽（1937年 - 1948年）
- 小西英雄（1949年 - 1954年）
- 大谷米太郎（1955年）
- 加藤高蔵（1956年）
- 川名勇（1957年 - 1958年）
- 矢下治蔵（1959年）
- 西川正一（1959年 - 1978年）
- 小宮山英蔵（1979年）
- 小宮山重四郎（1979年 - 1994年）
- 林克也（1995年 - 不明）
- 小池百合子（2013年6月 - 2016年9月）
- 三宅義行（2016年9月[3] - 2023年6月）
- 砂岡良治（2023年6月[4][5] - ）

## 組織
- 全日本学生ウエイトリフティング連盟
- 全国高等学校体育連盟ウエイトリフティング専門部

## 主な大会
- 全日本ウエイトリフティング選手権大会
- 全日本社会人ウエイトリフティング選手権大会
- 全国都道府県対抗女子ウエイトリフティング選手権大会
- 全日本学生ウエイトリフティング個人選手権大会
- 全日本大学対抗ウエイトリフティング選手権大会
- 全日本ジュニアウエイトリフティング選手権大会
- 全国高等学校総合体育大会ウエイトリフティング競技大会
- 全国高等学校ウエイトリフティング競技選抜大会
- 全国中学生ウエイトリフティング競技選手権大会